# Estación de Konolfingen
La estación de Konolfingen es una estación ferroviaria de la comuna suiza de Konolfingen, en el Cantón de Berna.

## Historia y situación
La estación de Konolfingen fue inaugurada en el año 1864 con la puesta en servicio del tramo Gümligen - Langnau im Emmental de la línea Berna - Lucerna por parte del Bernische Staatsbahn. Bernische Staatsbahn pasaría a ser integrada en 1887 en Jura-Bern-Luzern-Bahn (JBL), fusionándose esta compañía en 1890 con la Compagnie de la Suisse Occidentale et du Simplon (SOS), y creando Jura-Simplon-Bahn (JS). En 1899 se inauguró el tramo Hasle-Rüegsau - Thun de la línea Burgdorf - Thun por parte del Burgdorf-Thun-Bahn (BTB). En 1902 JS pasaría a ser absorbida por los SBB-CFF-FFS. En 1942 BTB se fusionaría con Emmentalbahn (EB), y creando Emmental-Burgdorf-Thun-Bahn (EBT). EBT pasaría a ser integrada en 1997 en Regionalverkehr Mittelland, que al fusionarse en 2006 con BLS Lötschbergbahn pasaría a ser BLS AG.
Se encuentra ubicada en el centro del núcleo urbano de Konolfingen. Cuenta con dos andenes, uno central y otro lateral a los que acceden tres vías pasantes, a las que hay que sumar otras tres vías pasantes, varias vías muertas y una derivación a una industria en el suroeste de la estación. En el noreste de la estación se encuentra la bifurcación de las líneas hacia Burgdorf y Lucerna; y en el suroeste está la bifurcación hacia Berna y Thun.
En términos ferroviarios, la estación se sitúa en la línea Berna - Lucerna y en la línea Burgdorf - Thun. Sus dependencias ferroviarias colaterales son la estación de Tägertschi hacia Berna, la estación de Zäziwil en dirección Lucerna, la estación de Grosshöchstetten hacia Soleura y la estación de Stalden im Emmental en dirección Thun.

## Servicios ferroviarios
Los servicios ferroviarios de esta estación están prestados por BLS:

### Regionales
- RE Berna - Konolfingen - Langnau im Emmental - Wolhusen - Lucerna. Servicios cada hora.
- RE Soleura - Wiler - Burgdorf - Hasle-Rüegsau - Konolfingen - Thun. Servicios cada hora.
- R (Burgdorf -) Hasle-Rüegsau - Konolfingen - Thun. Servicios cada hora. En Hasle-Rüegsau existe posibilidad de transbordo a trenes de la S 4 para ir a Burgdorf, Berna y Belp. Algunos servicios son prolongados a primera hora de la mañana o por la noche a Burgdorf.

### S-Bahn Berna
Desde la estación de Konolfingen se puede ir a Berna mediante la red S-Bahn Berna operada por BLS:
- S 2 Laupen - Flamatt – Berna – Konolfingen – Langnau